# Каубер, Кевин
Кевин Каубер (эст. Kevin Kauber; 23 мaртa 1995, Таллин, Эстония) — эстонский футболист, нападающий.

## Биография

### Клубная карьера
Взрослую карьеру начал в клубе «Пуума», выступавшем в эстонской Эсилиге. Летом 2012 года перешёл в финский клуб ТПС, в котором играл за молодёжную команду. В чемпионате Финляндии дебютировал 7 июля 2014 года, выйдя на замену на 77-й минуте в матче против МюПа-47. В августе того же года на правах аренды перешёл в клуб Высшей лиги Словении «Крка», за который провёл 11 матчей. По окончании срока аренды подписал с «Крка» полноценный контракт, однако так больше и не сыграл за команду ни одного матча в чемпионате, и в конце августа 2015 года игрок ушёл в аренду в клуб Второй лиги Словении «Толмин». После возвращения из аренды перешёл в клуб чемпионата Латвии «Елгава». 19 января 2018 перешёл в клуб чемпионата Уэльса «Нью-Сейнтс». Летом 2018 года перешёл в клуб второго дивизиона Финляндии «ЕИФ».
С 2019 года в течение трёх сезонов выступал в Эстонии за «Пайде», вице-чемпион Эстонии 2020 года. В 2022 году перешёл в «Вапрус» (Пярну).

### Карьера в сборной
Выступал за сборные Эстонии различных возрастов. В мае 2016 года впервые был вызван в основную сборную на товарищеские матчи с Литвой и Андоррой, однако на поле не вышел.

## Достижения
- Обладатель Кубка Латвии: 2015/2016
- Серебряный призёр чемпионата Эстонии: 2016, 2020